# Anália de Victória Pereira
Anália Maria Caldeira de Victória Pereira Simeão (3 tháng 10 năm 1941 – 7 tháng 1 năm 2009) là lãnh đạo của PLD (Đảng Dân chủ Tự do Partido, hay "Đảng Dân chủ Tự do") của Angola và là nữ chính trị gia dễ thấy nhất ở nước này. Cô đồng sáng lập PLD vào năm 1983 khi sống ở Bồ Đào Nha, và là chủ tịch của nó cho đến khi cô qua đời.